# La Condamine

Červeně vyznačeno území La Condamine na mapě Monaka

La Condamine (v jazyce monégasque A Cundamina) je jedna ze čtyř tradičních obcí, které tvoří městský stát Monako (dalšími jsou Monaco-Ville, Monte Carlo a Fontvieille). Podle současného oficiálního administrativního dělení Monaka je La Condamine jedním z deseti správních obvodů, když z jeho tradičního území byly na severozápadě vyčleněny nové obvody La Colle, Les Révoires a Moneghetti. La Condamine je tradiční obchodní čtvrť s tržnicí, leží okolo monackého přístavu Port Hercules a bulváru Alberta I., nachází se zde Park princezny Antoinetty a kostel svaté Devoty. Rozloha La Condamine je 23,7 hektaru a má 3847 obyvatel.

## Galerie

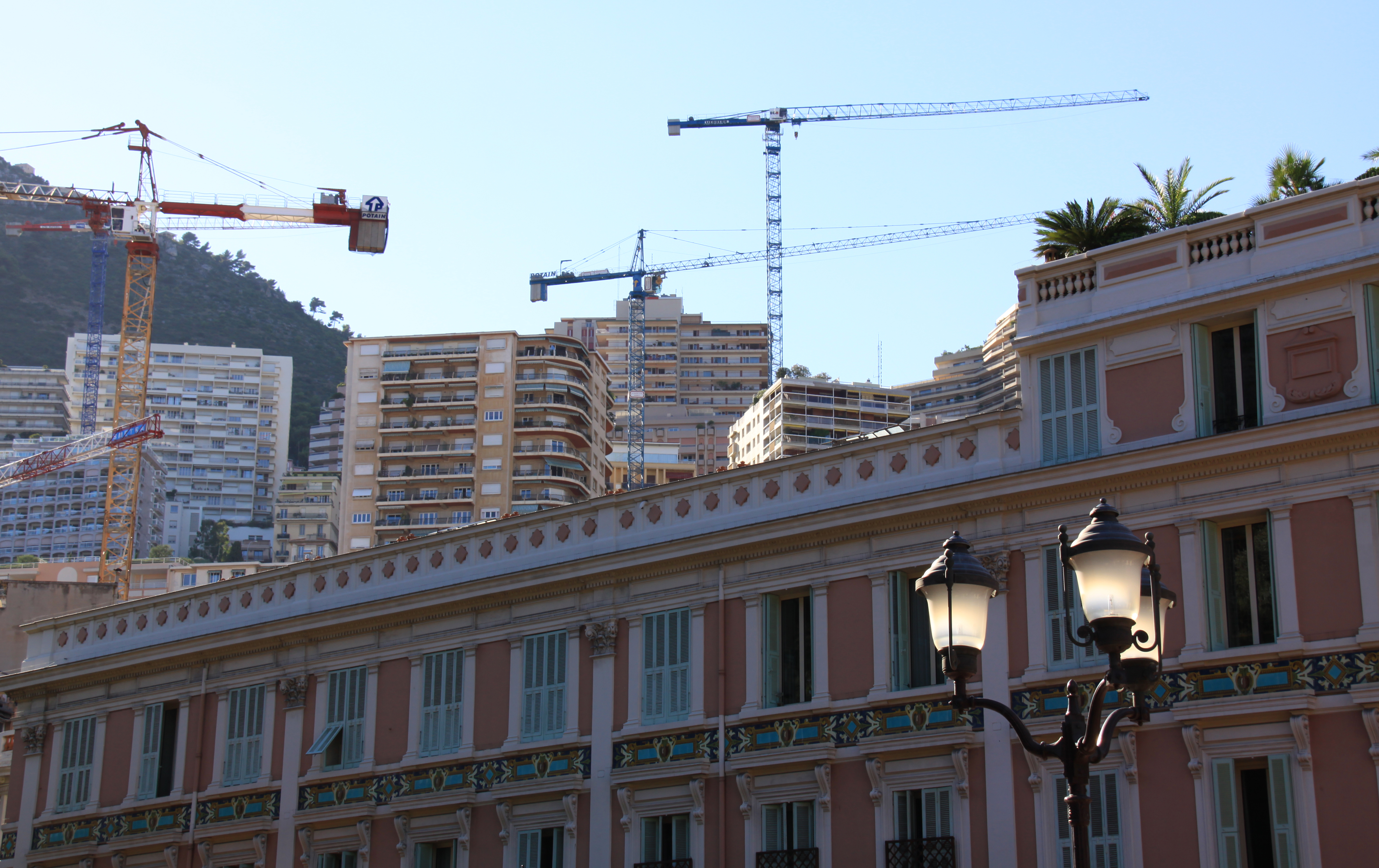
Pohled na La Condamine
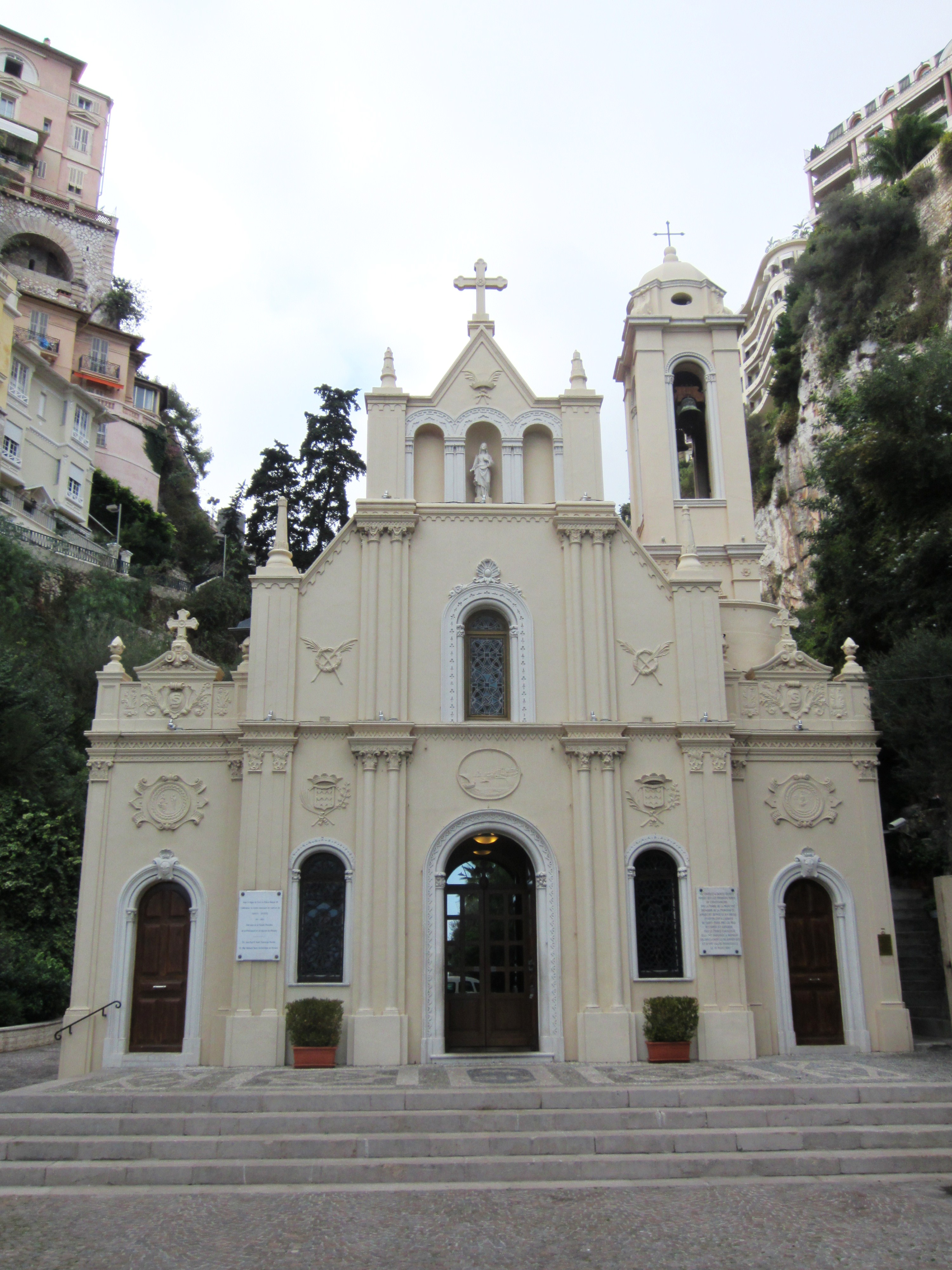
Kostel svaté Devoty
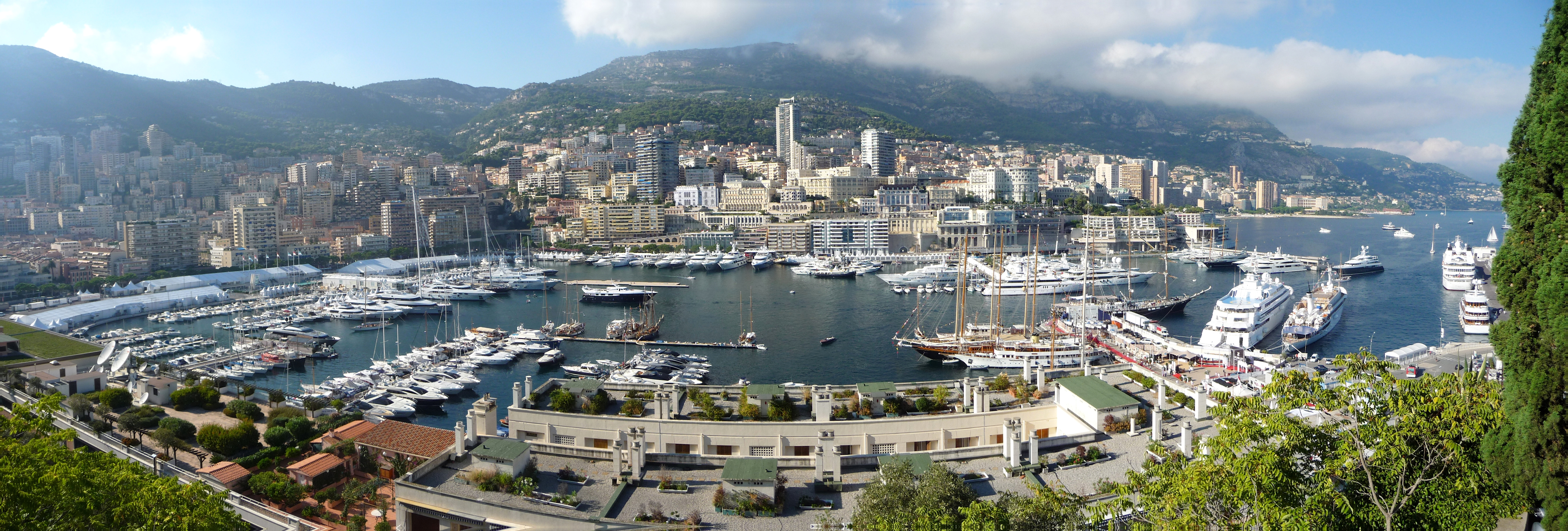
Přístav